# Maradi (stad)
Maradi is een stad in Niger en is de hoofdplaats van het gelijknamige departement Maradi. Het is in grootte de derde stad van het land. In 2012 telde Maradi 267.000 inwoners.

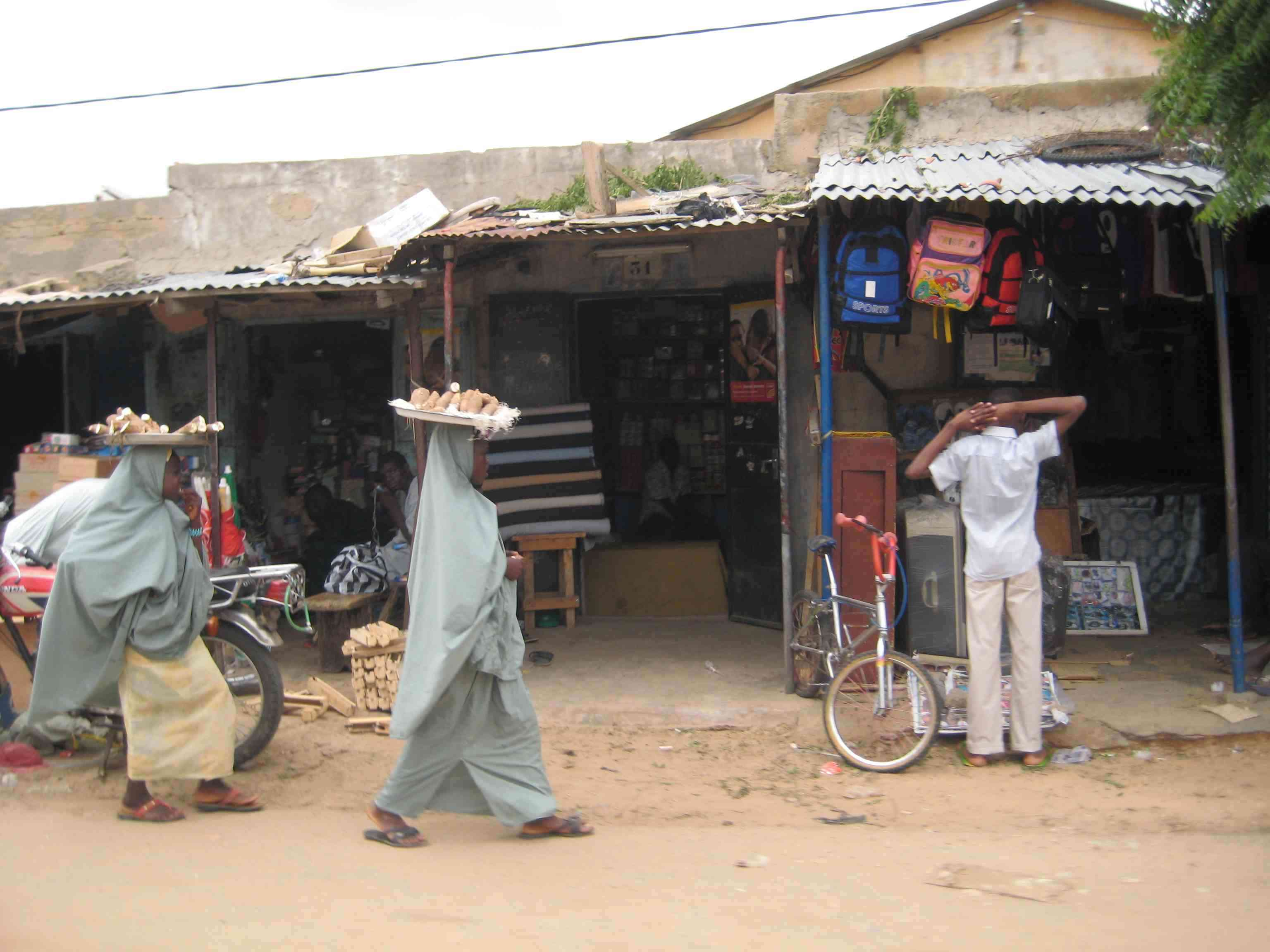
Straatbeeld

## Geschiedenis
Maradi was van origine een deel van de Hausastaat Katsina, maar ontstond eind 18e - begin 19e eeuw als een onafhankelijke staat. Vanaf het begin van de 19e eeuw vormde Maradi het centrum van een van de zeven Hausastaten. Deze staten werden gevormd door heersers en belangrijke burgers die de opkomst van het kalifaat Sokoto ontvluchtten. 
Maradi werd begrensd door de machtiger Gobir-Hausastaat in het westen (in het huidige Nigeria), het sultanaat Damagaram in Zinder in het oosten en Sokoto in het zuiden. Met de buurstaten waren er diverse keren gewapende conflicten. De komst van de Fransen in 1899 betekende eerst de bloedige vernietiging van de stad door de Voulet-Chanoine Mission, maar later trad herstel op. Rond de jaren 1950 werd de stad een regionaal handelscentrum.
De expansie van de stad in de eerste helft van de 20e eeuw betekende dat de bevolking tussen 1911 en 1950 bijna verdubbelde. Tot 1945 was de oude stad Maradi gevestigd in de vallei van de Goulbin Maradi, een seizoenrivier met bron in Nigeria. De stad met een min of meer ronde vorm werd beschermd door een aarden muur met vier poorten. Dit oude centrum  overstroomde in het regenseizoen van 1945. Om dit in de toekomst te voorkomen, herbouwde de koloniale regering het verloren gegane deel op hoger gebied, waarbij het traditionele onregelmatige stratenpatroon verloren ging. De landbouw ging zich richten op de productie van handelsgewassen, vooral pinda's. Hierdoor, en door de economische groei na 1950, werd de plaats een belangrijk centrum met een flinke bevolkingsgroei; de bevolking nam toe van 8700 in 1950 tot 80.000 in 1983. 
Toen Niger in 1960 onafhankelijk werd, was Maradi een belangrijk centrum van de Hausacultuur geworden, naast het traditionele Hausagebied van Zinder aan de oostkant.

## Geografie
De stad is verdeeld in drie stedelijke gebieden: Maradi I, II en III. De stad ligt in het zuiden van het land nabij de grens met Nigeria, in de overgang naar de Sahel. De buurgemeenten zijn Tibiri in het noorden, Djiratawa in het oosten, Safo in het zuiden en Sarkin Yamma in het westen.
Er heerst een steppeklimaat, de warmste maanden zijn april en mei, vlak voor het begin van de regentijd. In die maanden ligt de gemiddelde maximumtemperatuur overdag iets boven de 40°C. Vrijwel alle neerslag valt tussen mei en september, in de natste maand augustus zijn de temperaturen het minst hoog. De jaarlijkse neerslaghoeveelheid is ongeveer 575 mm. In de zomer van 2010 hadden veel landen in dat deel van Afrika te maken met erg veel neerslag en overstromingen. In het winterhalfjaar waait de droge harmattan uit de Sahara.

## Bevolking
Bij de volkstelling van 2001 bedroeg het aantal inwoners 148.017; in 2012 was dat aantal toegenomen tot 267.000 inwoners. De belangrijkste etnische groep is de Hausa, ook wonen er een aantal verstedelijkte Fulbe en Tuareg. Enkele etnische minderheden uit Nigeria, met name Igbo en Yoruba, beoefenen een handwerkvak of hebben kleine winkeltjes.

## Economie
Maradi is het belangrijkste knooppunt van transport, handels- en landbouwproducten in het zuidelijke Hausa-gebied van Niger. Het ligt aan de autoweg die van oost naar west gaat, van Diffa naar Niamey. Maradi was al lange tijd een handelsstad aan de route vanuit Kano in Nigeria naar het noorden. In de omgeving van Maradi worden veel pinda's geteeld.

## Bezienswaardigheden
Vermeldenswaard zijn de Dan Kasswa Moskee, het Centre Artisanal (traditionele handwerkproducten) in de Sonitan-wijk en het Katsinawa -paleis van het Provinciehoofd. Grote delen van de stad dateren echter van na 1950 en hebben een industrieel karakter. De centrale markt, the Maradi grand-marché, is een grote dagelijkse markt, voor zowel groothandel, retail en agrarische producten vanuit zuid- en centraal-Niger en een belangrijke locatie voor de grenshandel met Nigeria.